# Beta-laktamová antibiotika

Chemická struktura penicilinu (1) a cefalosporinu (2), beta-laktamový kruh je zvýrazněn červeně

Beta-laktamová antibiotika, zkráceně též beta-laktamy, tvoří velkou skupinu antibiotik, které zabíjejí bakterie zabráněním tvorby buněčné stěny. Jejich efekt je tudíž výrazně baktericidní, mikroorganismy bez buněčné stěny a nerostoucí buňky jsou přirozeně rezistentní. Všechna antibiotika této skupiny obsahují chemicky nestabilní beta-laktamový kruh a na základě odlišné chemické struktury se dále dělí na peniciliny, cefalosporiny, karbapenemy, monobaktamy a penemy.

## Charakteristika
Mechanismus působení všech beta-laktamů je do značné míry podobný – po průniku do bakteriální buňky se vážou na penicilin vázající proteiny (PBP, z angl. penicilin binding proteins), což jsou transpeptidázy či karboxypeptidázy, které se účastní poslední, extracytoplasmatické fáze syntézy buněčné stěny bakterie. Je znemožněna transpeptidace peptidoglykanových řetězců, buněčná stěna je autolyzována a intracelulární osmotický tlak zapříčiní lýzu bakterie.
Jsou to nejstarší objevená antibiotika a dodnes se s úspěchem používají při léčbě mnoha bakteriálních onemocnění, přestože některé významné patogeny jsou již rezistentní.

## Historie
Beta-laktamová antibiotika, přesněji antibiotika penicilinová, byla prvními objevenými a používanými antibiotiky vůbec. První látku z této skupiny, penicilin, objevil Alexander Fleming v důsledku náhodné kontaminace agarových ploten s bakteriální kulturou plísní Penicilium notatum. Fleming zaznamenal čistou zónu kolem plísňového podhoubí a pochopil, že plíseň vylučuje látku, která brání růstu mikroorganismů. I když nebyl schopen sloučeninu izolovat (beta-laktamový kruh v penicilinové molekule při tehdejších rafinačních metodách nebyl stabilní), svůj objev v roce 1929 popsal ve vědecké literatuře.
Během druhé světové války se dostupnost účinné léčby infikovaných ran i infekčních nemocí stala aktuální otázkou a do výzkumu penicilinu bylo vloženo mnoho sil i finančních prostředků. Tým, který vedl Howard Walter Florey, úspěšně vyrobil použitelná množství čisté aktivní složky, která byla rychle testována v klinické praxi, na experimentálně infikovaných myších byl léčebný účinek dokázán v roce 1941 a ve stejném roce se začalo s hromadnou výrobou penicilinu.
Cefalosporiny byly objeveny vzápětí – v roce 1945 byl na Oxfordské univerzitě prokázán antibakteriální účinek filtrátu z kultury plísně Cephalosporium acremonium. Na moderním trhu existuje velké množství beta-laktamových antibiotik, lišících se spektrem účinnosti i farmakologickými vlastnostmi.

## Mechanismus působení a spektrum účinku

Schema peptidoglykanu (mureinu) – řetězce kyseliny muramové jsou propojené tetrapeptidickými můstky

Beta-laktamová antibiotika působí na bakteriální buňky ve stadiu růstu, které syntetizují buněčnou stěnu. Cíl léčiva, tedy penicilin vázající protein, je na vnitřní ploše buněčné stěny, jedním z předpokladů účinku antibiotika je tedy schopnost touto stěnou proniknout. Rozdílná stavba stěny grampozitivních a gramnegativních bakterií je příčinou odlišného působení jednotlivých podskupin beta-laktamů na konkrétní bakterie.
Při syntéze buněčné stěny jsou novotvořené peptidoglykanové řetězce následně příčně spojené peptidovými můstky, jejichž tvorbu katalyzuje transpeptidáza, ve skutečnosti onen PBP. Inhibicí enzymu se transpeptidace zablokuje a nestabilizované řetězce peptidoglykanu podléhají autolýze. U grampozitivních bakterií, které mají ve své stěně velké množství peptidoglykanů, dochází k uvolnění lipoteichové kyseliny, úplnému rozpadu stěny a smrti buňky. Gramnegativní bakterie jsou odolnější, peptidoglykany tvoří jenom část jejich stěny a přestože ta ztrácí svou pevnost, mohou zasažené bakterie v závislosti na okolním osmotickém tlaku přežívat jako tzv. sféroblasty.
Baktericidní účinek beta-laktamových antibiotik začíná až po lag fázi. In vitro mají postantibiotický efekt proti grampozitivním bakteriím. Jejich účinek závislí na čase, nikoliv na koncentraci, i když tato by měla v séru překračovat MIC pro konkrétního původce nemoci po celou dobu léčby.

## Rezistence
Přirozeně rezistentní jsou mikroorganismy, které buněčnou stěnu nemají. U beta-laktamů je střední riziko vzniku sekundární rezistence, nejdůležitějším biochemickým mechanismem je produkce beta-laktamázy, která rozkládá beta-laktamový kruh v molekule antibiotika.

### Produkce beta-laktamáz
Většina G- bakterií přirozeně produkuje chromozomálně kódované, druhově specifické beta-laktamázy. Tyto enzymy hydrolyzují hlavně cefalosporiny. První beta-laktamáza, penicilináza, byla objevena dokonce dříve, než se začal penicilin používat v lékařství, a to u bakterie E. coli. Během používání antibiotik v terapii se vlivem selekčního tlaku objevily kmeny patogenních a oportunně patogenních mikroorganismů, které tvoří beta-laktamázy kódované plazmidy. První takový enzym byl popsán v roce 1965 u bakterie E.coli, a protože byl izolován z krve pacienty Temoniéry, byl nazván TEM-1  - tato beta-laktamáza zajišťuje bakteriím rezistenci k penicilinu G, ampicilinu, piperacilinu a cefalotinu. Od 80. let 20. století plasmidových beta-laktamáz stále přibývá, nejčastější jsou TEM beta-laktamázy, kterých bylo k roku 2005 známo přes 130 druhů a SHV beta-laktamázy, kterých bylo popsáno přes 50. Méně rozšířené jsou OXA beta-laktamázy.
Beta-laktamázy produkují především bakterie z čeledi Enterobacteriaceae, jako je E. coli, Klebsiella pneumoniae a Proteus mirabilis, Acinetobacter, Enterobacter aj., dále u rodu Staphylococcus a Burkholderia cepacia. K potlačení účinku beta-laktamáz se používají jejich inhibitory, které jsou tři: kyselina klavulanová, sulbaktam a azobaktam. Jsou to látky podobné beta-laktamům, jejich antimikrobiální účinek je však velmi slabý. V kombinaci s beta-laktamovým antibiotikem však překoná rezistenci bakteriální buňky a umožní se tak vazba na PBP.

### Další mechanismy rezistence
Mezi další způsoby získané rezistence u bakterií patří redukce či změna PBP (u meticilin-rezistentních kmenů S. aureus – MRSA) a mechanismem přemostění cíle. U G- bakterií může vzniknout rezistence redukcí permeability buněčné stěny.

## Kombinace s jinými antibiotiky
Pro terapii smíšených nebo prudce probíhajících infekcí se mohou beta-laktamy použít v kombinaci s jinými baktericidními antibiotiky. Ve správné kombinaci se léčiva ovlivňují vznikem synergismu – účinek je vyšší než součet účinků antibakteriálních látek použitých jednotlivě. Tento postup také omezuje možnost vzniku bakteriální rezistence.
Beta-laktamová antibiotika se mohou kombinovat s aminoglykosidy, polypeptidy a fluorochinolony. Za účelem inhibice beta-laktamáz je lze rovněž kombinovat s inhibitory tohoto enzymu, např. kyselinou klavulanovou.

## Farmakokinetika
Mezi beta-laktamy jsou látky pro parenterální (injekční) i perorální aplikaci. Nepronikají do buněk, nepůsobí proto na bakterie parazitující intracelulárně. Z organismu se vylučují relativně rychle, a to ledvinami.

## Toxicita a vedlejší účinky
Beta-laktamová antibiotika nejsou toxická. Molekula antibiotika, hlavně jeho derivát penicilloyl, ale může po vazbě na bílkoviny vytvářet látky antigenní povahy, které dráždí imunitní systém. Hypersenzitivita se může projevit jako sérová nemoc nebo jako nebezpečný anafylaktický šok.